# Mopsus mormon
Mopsus mormon is een springspin die voorkomt in Australië en Nieuw-Guinea.
De mannetjes zijn opvallend groen gekleurd en zijn gemarkeerd met bakkebaarden, en een kuif met zwarte haren op de kop. De vrouwtjes hebben geen bakkebaarden en kuif, in plaats daarvan hebben zij een rood met wit masker.